# 3579 Rockholt
3579 Rockholt је астероид главног астероидног појаса са средњом удаљеношћу од Сунца која износи 2,734 астрономских јединица (АЈ).
Апсолутна магнитуда астероида је 14,2.